# یواس‌اس مک‌کورد (دی‌دی-۵۳۴)
یواس‌اس مک‌کورد (دی‌دی-۵۳۴) (به انگلیسی: USS McCord (DD-534)) یک کشتی بود که طول آن ۱۱۴٫۷ متر (۳۷۶ فوت) بود. این کشتی در سال ۱۹۴۳ ساخته شد.